# Lucía Yépez Guzmán
Lucía Yamileth Yépez Guzmán (Mocache, 18 de febrero de 2001) es una deportista ecuatoriana que compite en lucha libre. 
Participó en los Juegos Olímpicos de París 2024, obteniendo una medalla de plata en la categoría de 53 kg. Ganó la medalla de oro en el evento de 53 kg en el Campeonato Mundial de Lucha Libre Sub-23 de 2021 celebrado en Belgrado, Serbia.
Compitió en los juegos olímpicos de Tokio 2020 en Japón.

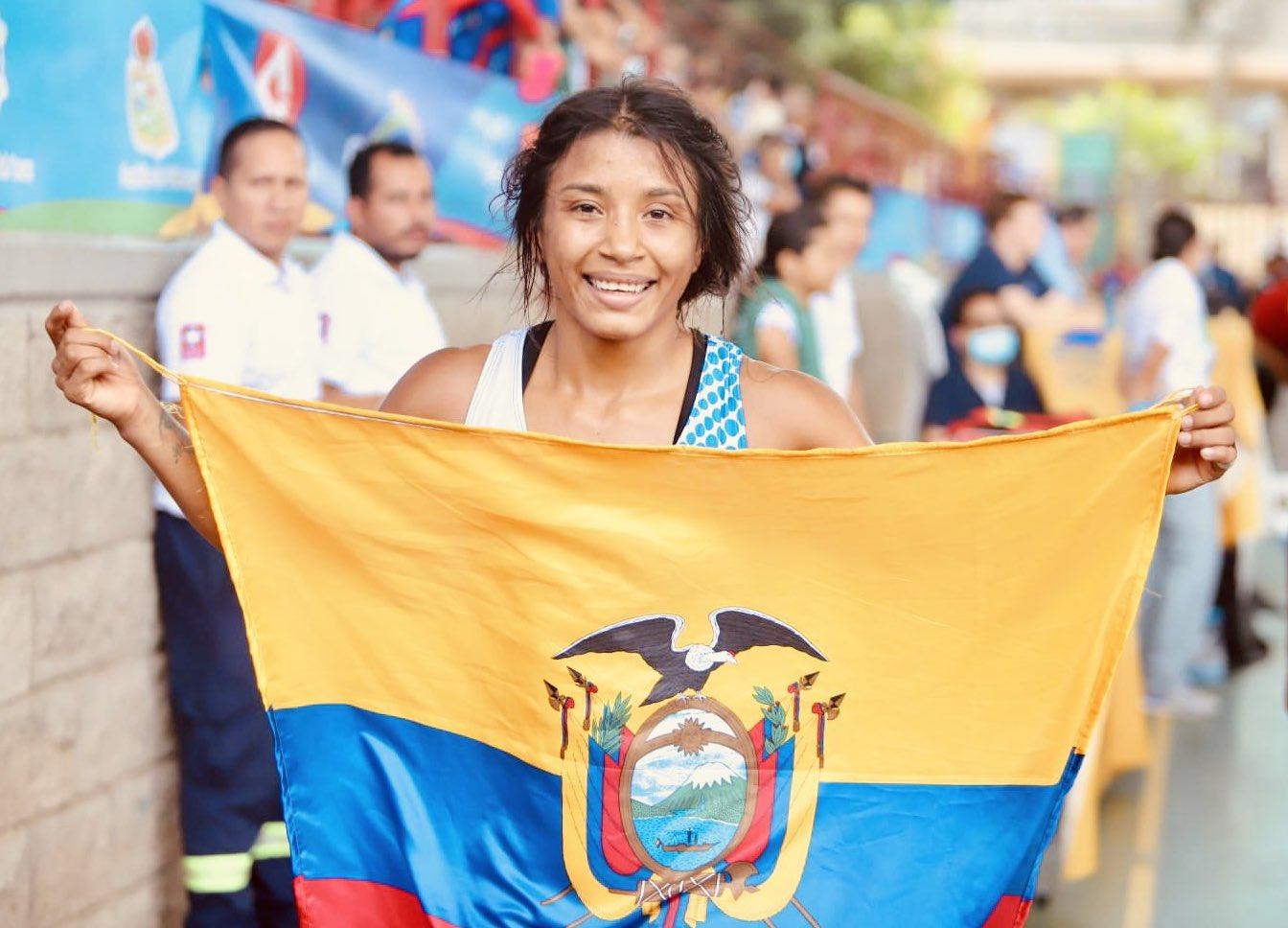
Lucia Yepez en los XIX Juegos Bolivarianos Valledupar 2022

## Palmarés internacional
- Campeonato Panamericano de Lucha de Cadetes 2016, Primer puesto.
- Campeonato Panamericano U15 2016, Primer puesto.
- Campeonatos Panamericanos de Lucha de Cadetes 2017, Segundo puesto.
- Campeonato Mundial de Lucha Libre Juvenil 2017, Tercer puesto.
- Campeonato Panamericano de Lucha de Cadetes 2018, Tercer puesto.
- Juegos Olímpicos 2020, octavo puesto.
- Campeonato Mundial de lucha U23 2021, Primer puesto en la categoría 53 kg.
- Juegos Panamericanos Junior 2021, Primer puesto en la categoría 50 kg.
- Juegos Olímpicos 2024, Medalla de plata, Segundo puesto en la categoría 53 kg.